# Liste des législatures autrichiennes
Cette page dresse une liste des législatures autrichiennes.

## Liste
| Législature                       | Élections | Début            | Fin              | Composition                                               | Composition                                                         | Présidence                           |
| --------------------------------- | --------- | ---------------- | ---------------- | --------------------------------------------------------- | ------------------------------------------------------------------- | ------------------------------------ |
| Première République (1919-1934)   |           |                  |                  |                                                           |                                                                     |                                      |
| Ier                               | 1920      | 10 novembre 1920 | 20 novembre 1923 | Composition à l'issue des élections législatives de 1920. | - CS (85) - SDAP (69) - GDVP (21) - LB (7) - BA (1)                 | Richard Weiskirchner                 |
| IIe                               | 1923      | 20 novembre 1923 | 18 mai 1927      | Composition à l'issue des élections législatives de 1923. | - CS (82) - SDAP (68) - GDVP (10) - LB (5)                          | Wilhelm Miklas                       |
| IIIe                              | 1927      | 18 mai 1927      | 1er octobre 1930 | Composition à l'issue des élections législatives de 1927. | - CS-GDVP (85) - SDAP (71) - LB (9)                                 | Wilhelm Miklas Alfred Gürtler        |
| IVe                               | 1930      | 2 décembre 1930  | 2 mai 1934       | Composition à l'issue des élections législatives de 1930. | - SDAP/SPÖ (72) - CS (66) - GDVP-LB (19) - HB (8)                   | Matthias Eldersch Karl Renner        |
| Deuxième République (depuis 1945) |           |                  |                  |                                                           |                                                                     |                                      |
| Ve                                | 1945      | 19 décembre 1945 | 8 novembre 1949  | Composition à l'issue des élections législatives de 1945. | - ÖVP (85) - SPÖ (76) - KPÖ (4)                                     | Leopold Kunschak                     |
| VIe                               | 1949      | 8 novembre 1949  | 18 mars 1953     | Composition à l'issue des élections législatives de 1949. | - ÖVP (77) - SPÖ (67) - VDU (16) - Linksblock (5)                   | Leopold Kunschak                     |
| VIIe                              | 1953      | 18 mars 1953     | 8 juin 1956      | Composition à l'issue des élections législatives de 1953. | - ÖVP (74) - SPÖ (73) - VDU (14) - VO (4)                           | Felix Hurdes                         |
| VIIIe                             | 1956      | 8 juin 1956      | 9 juin 1959      | Composition à l'issue des élections législatives de 1956. | - ÖVP (82) - SPÖ (74) - FPÖ (6) - KuL (3)                           | Felix Hurdes                         |
| IXe                               | 1959      | 9 juin 1959      | 14 décembre 1962 | Composition à l'issue des élections législatives de 1959. | - ÖVP (79) - SPÖ (78) - FPÖ (8)                                     | Leopold Figl Alfred Maleta           |
| Xe                                | 1962      | 14 décembre 1962 | 30 mars 1966     | Composition à l'issue des élections législatives de 1962. | - ÖVP (81) - SPÖ (76) - FPÖ (8)                                     | Alfred Maleta                        |
| XIe                               | 1966      | 30 mars 1966     | 31 mars 1970     | Composition à l'issue des élections législatives de 1966. | - ÖVP (85) - SPÖ (74) - FPÖ (6)                                     | Alfred Maleta                        |
| XIIe                              | 1970      | 31 mars 1970     | 4 novembre 1971  | Composition à l'issue des élections législatives de 1970. | - SPÖ (81) - ÖVP (78) - FPÖ (6)                                     | Karl Waldbrunner                     |
| XIIIe                             | 1971      | 4 novembre 1971  | 4 novembre 1975  | Composition à l'issue des élections législatives de 1971. | - SPÖ (93) - ÖVP (80) - FPÖ (10)                                    | Anton Benya                          |
| XIVe                              | 1975      | 4 novembre 1975  | 4 juin 1979      | Composition à l'issue des élections législatives de 1975. | - SPÖ (93) - ÖVP (80) - FPÖ (10)                                    | Anton Benya                          |
| XVe                               | 1979      | 5 juin 1979      | 18 mai 1983      | Composition à l'issue des élections législatives de 1979. | - SPÖ (95) - ÖVP (77) - FPÖ (11)                                    | Anton Benya                          |
| XVIe                              | 1983      | 19 mai 1983      | 16 décembre 1986 | Composition à l'issue des élections législatives de 1983. | - SPÖ (90) - ÖVP (81) - FPÖ (12)                                    | Anton Benya                          |
| XVIIe                             | 1986      | 17 décembre 1986 | 4 novembre 1990  | Composition à l'issue des élections législatives de 1986. | - SPÖ (80) - ÖVP (77) - FPÖ (18) - Grünen (8)                       | Leopold Gratz Rudolf Pöder           |
| XVIIIe                            | 1990      | 5 novembre 1990  | 6 novembre 1994  | Composition à l'issue des élections législatives de 1990. | - SPÖ (80) - ÖVP (60) - FPÖ (33) - Grünen (10)                      | Heinz Fischer                        |
| XIXe                              | 1994      | 7 novembre 1994  | 14 janvier 1996  | Composition à l'issue des élections législatives de 1994. | - SPÖ (65) - ÖVP (52) - FPÖ (42) - Grünen (13) - LIF (11)           | Heinz Fischer                        |
| XXe                               | 1995      | 15 janvier 1996  | 28 octobre 1999  | Composition à l'issue des élections législatives de 1995. | - SPÖ (71) - ÖVP (52) - FPÖ (41) - LIF (10) - Grünen (9)            | Heinz Fischer                        |
| XXIe                              | 1999      | 29 octobre 1999  | 19 décembre 2002 | Composition à l'issue des élections législatives de 1999. | - SPÖ (65) - ÖVP (52) - FPÖ (52) - Grünen (14)                      | Heinz Fischer                        |
| XXIIe                             | 2002      | 20 décembre 2002 | 29 octobre 2006  | Composition à l'issue des élections législatives de 2002. | - ÖVP (79) - SPÖ (69) - FPÖ (18) - Grünen (17)                      | Andreas Khol                         |
| XXIIIe                            | 2006      | 30 octobre 2006  | 27 octobre 2008  | Composition à l'issue des élections législatives de 2006. | - SPÖ (68) - ÖVP (66) - Grünen (21) - FPÖ (21) - BZÖ (7)            | Barbara Prammer                      |
| XXIVe                             | 2008      | 28 octobre 2008  | 28 octobre 2013  | Composition à l'issue des élections législatives de 2008. | - SPÖ (57) - ÖVP (51) - FPÖ (34) - BZÖ (21) - Grünen (20)           | Barbara Prammer                      |
| XXVe                              | 2013      | 29 octobre 2013  | 8 novembre 2017  | Composition à l'issue des élections législatives de 2013. | - SPÖ (52) - ÖVP (47) - FPÖ (40) - Grünen (24) - TS (11) - NEOS (9) | Barbara Prammer Doris Bures          |
| XXVIe                             | 2017      | 9 novembre 2017  | 22 octobre 2019  | Composition à l'issue des élections législatives de 2017. | - ÖVP (62) - SPÖ (52) - FPÖ (51) - NEOS (10) - PILZ (8)             | Elisabeth Köstinger Wolfgang Sobotka |
| XXVIIe                            | 2019      | 23 octobre 2019  | 23 octobre 2024  | Composition à l'issue des élections législatives de 2019. | - ÖVP (71) - SPÖ (40) - FPÖ (31) - Grünen (26) - NEOS (15)          | Wolfgang Sobotka                     |
| XXVIIIe                           | 2024      | 24 octobre 2024  | en cours         | Composition à l'issue des élections législatives de 2024. | - FPÖ (57) - ÖVP (51) - SPÖ (41) - NEOS (18) - Grünen (16)          | Walter Rosenkranz                    |